# Вишній Медзев
Вишній Медзев (словац. Vyšný Medzev) — село в окрузі Кошиці-околиця Кошицького краю Словаччини. Площа села 32,44 км². Станом на 31 грудня 2016 року в селі проживало 522 жителі.

## Історія
Перші згадки про село датуються 1427 роком.

## Географія
Протікає річка Борзов

## Населення
| Рік:            | 1994. | 2004. | 2014.   | 2024.   |
| --------------- | ----- | ----- | ------- | ------- |
| Кількість осіб: | 0     | 536   | 520     | 551     |
| Різниця:        |       | –     | -2,98 % | +5,96 % |

| Рік:            | 2023. | 2024.   |
| --------------- | ----- | ------- |
| Кількість осіб: | 554   | 551     |
| Різниця:        |       | -0,54 % |